# Cantone di Vif
Il Cantone di Vif era una divisione amministrativa dell'arrondissement di Grenoble.
A seguito della riforma approvata con decreto del 18 febbraio 2014, che ha avuto attuazione dopo le elezioni dipartimentali del 2015, è stato soppresso.

## Composizione
Comprendeva i comuni di:
- Claix
- Le Gua
- Le Pont-de-Claix
- Saint-Paul-de-Varces
- Varces-Allières-et-Risset
- Vif